# Campoletis pacifica
Campoletis pacifica är en stekelart som först beskrevs av Walley 1927.  Campoletis pacifica ingår i släktet Campoletis och familjen brokparasitsteklar. Inga underarter finns listade.